# Малі Мазьги
Малі Мазгі́ (рос. Малые Мазги) — присілок в Ігринському районі Удмуртії, Росія.

## Населення
Населення — 53 особи (2010; 85 в 2002).
Національний склад станом на 2002 рік:
- удмурти — 90 %

## Урбаноніми[3]
- вулиці — Березова, Кленова